# معبد نوگی
معبد نوگی (به ژاپنی: 乃木神社, Nogi-jinja)، در ۱ نوامبر ۱۹۲۳ تأسیس شد و به ژنرال نوگی ماره‌سوکه و همسرش نوگی شیزوکو پس از مرگ آنها در ۱۳ سپتامبر ۱۹۱۲ تقدیم شد.